# Västra Rödhällen
Västra Rödhällen är ett skär i Finland.   De ligger kommunen Sibbo i landskapet Nyland, i den södra delen av landet, 15 km öster om huvudstaden Helsingfors.
Öns area är 0,8 hektar och dess största längd är 210 meter i nord-sydlig riktning. Närmaste större samhälle är Helsingfors, 14,8 km väster om Västra Rödhällen.